# Saint-Germain-Village
Saint-Germain-Village és un municipi francès situat al departament de l'Eure i a la regió de Normandia. L'any 2007 tenia 1.481 habitants.

## Demografia

### Població
El 2007 la població de fet de Saint-Germain-Village era de 1.481 persones. Hi havia 584 famílies de les quals 148 eren unipersonals (48 homes vivint sols i 100 dones vivint soles), 236 parelles sense fills, 184 parelles amb fills i 16 famílies monoparentals amb fills.
La població ha evolucionat segons el següent gràfic:
Habitants censats

### Habitatges
El 2007 hi havia 638 habitatges, 588 eren l'habitatge principal de la família, 22 eren segones residències i 28 estaven desocupats. 600 eren cases i 34 eren apartaments. Dels 588 habitatges principals, 433 estaven ocupats pels seus propietaris, 142 estaven llogats i ocupats pels llogaters i 13 estaven cedits a títol gratuït; 14 tenien una cambra, 33 en tenien dues, 77 en tenien tres, 175 en tenien quatre i 289 en tenien cinc o més. 387 habitatges disposaven pel capbaix d'una plaça de pàrquing. A 287 habitatges hi havia un automòbil i a 241 n'hi havia dos o més.

### Piràmide de població
La piràmide de població per edats i sexe el 2009 era:
| Homes | Edats   | Dones |
| ----- | ------- | ----- |
| 0     | 95 o +  | 4     |
| 4     | 90 a 94 | 28    |
| 4     | 85 a 89 | 40    |
| 16    | 80 a 84 | 12    |
| 24    | 75 a 79 | 16    |
| 16    | 70 a 74 | 24    |
| 40    | 65 a 69 | 52    |
| 68    | 60 a 64 | 44    |
| 64    | 55 a 59 | 56    |
| 64    | 50 a 54 | 48    |
| 60    | 45 a 49 | 64    |
| 56    | 40 a 44 | 52    |
| 40    | 35 a 39 | 48    |
| 48    | 30 a 34 | 36    |
| 44    | 25 a 29 | 44    |
| 40    | 20 a 24 | 24    |
| 73    | 15 a 19 | 64    |
| 44    | 10 a 14 | 40    |
| 24    | 5 a 9   | 28    |
| 36    | 0 a 4   | 44    |

## Economia
El 2007 la població en edat de treballar era de 903 persones, 637 eren actives i 266 eren inactives. De les 637 persones actives 563 estaven ocupades (304 homes i 259 dones) i 74 estaven aturades (32 homes i 42 dones). De les 266 persones inactives 122 estaven jubilades, 72 estaven estudiant i 72 estaven classificades com a «altres inactius».

### Ingressos
El 2009 a Saint-Germain-Village hi havia 586 unitats fiscals que integraven 1.399 persones, la mediana anual d'ingressos fiscals per persona era de 19.304 €.

### Activitats econòmiques
Dels 65 establiments que hi havia el 2007, 1 era d'una empresa alimentària, 1 d'una empresa de fabricació de material elèctric, 3 d'empreses de fabricació d'altres productes industrials, 8 d'empreses de construcció, 16 d'empreses de comerç i reparació d'automòbils, 2 d'empreses de transport, 4 d'empreses d'hostatgeria i restauració, 1 d'una empresa d'informació i comunicació, 2 d'empreses financeres, 9 d'empreses immobiliàries, 13 d'empreses de serveis i 5 d'entitats de l'administració pública.
Dels 12 establiments de servei als particulars que hi havia el 2009, 2 eren tallers de reparació d'automòbils i de material agrícola, 1 paleta, 1 guixaire pintor, 3 fusteries, 1 lampisteria, 2 agències de treball temporal i 2 agències immobiliàries.
Dels 5 establiments comercials que hi havia el 2009, 2 eren supermercats, 1 una fleca, 1 una botiga d'equipament de la llar i 1 una sabateria.
L'any 2000 a Saint-Germain-Village hi havia 8 explotacions agrícoles.

## Equipaments sanitaris i escolars
L'únic equipament sanitari que hi havia el 2009 era una farmàcia.
El 2009 hi havia 1 escola maternal i 1 escola elemental. A Saint-Germain-Village hi havia 1 col·legi d'educació secundària, 1 liceu d'ensenyament general i 1 liceu tecnològic. Als col·legis d'educació secundària hi havia 288 alumnes, als liceus d'ensenyament general n'hi havia 167 i als liceus tecnològics 115.

## Poblacions més properes
El següent diagrama mostra les poblacions més properes.